# یوسوکه ایگاوا
یوسوکه ایگاوا (انگلیسی: Yusuke Igawa؛ زادهٔ ۳۰ اکتبر ۱۹۸۲) بازیکن فوتبال اهل ژاپن است.
از باشگاه‌هایی که در آن بازی کرده‌است می‌توان به باشگاه فوتبال سانفریس هیروشیما، باشگاه فوتبال ناگویا گرامپوس، باشگاه فوتبال کاوازاکی فرونتال، و باشگاه فوتبال گامبا اوساکا اشاره کرد.